# Anomala chloropyga
Anomala chloropyga är en skalbaggsart som beskrevs av Hermann Burmeister 1844. Anomala chloropyga ingår i släktet Anomala och familjen Rutelidae. Inga underarter finns listade i Catalogue of Life.